# Julian Lewiński
Julian Lewiński (ur. 13 października 1942 w Dykli, Łotwa) – generał dywizji Wojska Polskiego.

## Życiorys
W 1960 po ukończeniu Liceum Ogólnokształcącego w Paczkowie przyjęty został do Oficerskiej Szkoły Wojsk Zmechanizowanych we Wrocławiu. W 1963 rozpoczął zawodową służbę wojskową na stanowisku dowódcy plutonu w 42 Pułku Zmechanizowanym w Żarach, następnie był dowódcą plutonu i kompanii podchorążych w WSOWZ we Wrocławiu. Po studiach w Akademii Sztabu Generalnego w Rembertowie został skierowany do SOW, gdzie w latach 1972–1975 pełnił służbę w Oddziale Operacyjnym, a następnie objął stanowisko szefa sztabu 11 Pułku Zmechanizowanego w Krośnie Odrzańskim. W latach 1975–1976 dowodził 17 Pułkiem Zmechanizowanym w Międzyrzeczu, a następnie w latach 1976–1978 był szefem sztabu 5 Saskiej Dywizji Pancernej w Gubinie. W latach 1978–1980 był słuchaczem Wojskowej Akademii Sztabu Generalnego Sił Zbrojnych ZSRR.
W latach 1980–1984 był dowódcą 5 Dywizji Pancernej w Gubinie. Następnie pełnił służbę w Sztabie Śląskiego Okręgu Wojskowego na stanowisku szefa Oddziału Szkolenia Bojowego. W latach 1986–1988 był zastępcą szefa Głównego Zarządu Szkolenia Bojowego WP – szefem Zarządu Operacyjnego, a w latach 1988–1992 Szefem Zarządu Szkolenia Bojowego. W okresie od 4 września 1992 do 21 marca 1997 dowodził Warszawskim Okręgiem Wojskowym. W 1999 przeszedł w stan spoczynku.
W czasach PRL członek PZPR. Po przejściu na emeryturę należał do partii Inicjatywa dla Polski i kandydował z 1. miejsca jej listy w wyborach do Parlamentu Europejskiego w 2004 w okręgu lubusko-zachodniopomorskim (ugrupowanie nie osiągnęło progu wyborczego).

## Nominacje generalskie
- generał brygady – 10 października 1986
- generał dywizji – 9 listopada 1992[potrzebny przypis]

## Ordery i odznaczenia
- Krzyż Oficerski Orderu Odrodzenia Polski
- Krzyż Kawalerski Orderu Odrodzenia Polski
- Złoty Medal „Siły Zbrojne w Służbie Ojczyzny”
- Srebrny Medal „Siły Zbrojne w Służbie Ojczyzny”
- Brązowy Medal „Siły Zbrojne w Służbie Ojczyzny”
- Złoty Medal „Za Zasługi dla Obronności Kraju”
- Srebrny Medal „Za Zasługi dla Obronności Kraju”
- Brązowy Medal „Za Zasługi dla Obronności Kraju”[potrzebny przypis]
- Medal „Za umacnianie Przyjaźni Sił Zbrojnych” II stopnia (CSSR, 1984)[2]